# Iași-Kišinjevska ofenziva
Iași-Kišinjevska ofenziva, nazvana po dva velika grada u zoni operacija, rumunjskom Iașiju i moldavskome Kišinjevu, bila je sovjetska ofenziva protiv Sila Osovine, koja se odigrala u istočnoj Rumunjskoj i dijelu današnje Moldavije od 20. do 29. kolovoza 1944. godine.
Drugi i Treći ukrajinski front Crvene armije sukobili su se s armijskom grupom Južna Ukrajina, koju su činile kombinirane njemačke i rumunske formacije s ciljem da se vrati Moldavska SSR i unište snage Osovine u ovoj regiji, čime bi se otvorio put u Rumunjsku i dalje na Balkan.
Rezultat ofenzive je pobjeda Crvene Armije i uništenje njemačkih trupa. To je omogućilo Crvenoj Armiji daljni prodor u Istočnu Europu. Također, Rumunjska je bila prisiljena prijeći sa strane Sila Osovine na stranu Saveznika. 